# شهرهای باستانی دره اوپانو
شهرهای باستانی اوپانو (به انگلیسی: Upano Valley sites) مجموعه‌ای باستانی در جنگل‌های بارانی آمازون هستند. آنها در دره رودخانه اوپانو در شرق اکوادور قرار دارند. سایت‌ها شامل چندین شهر می‌باشند. اعتقاد بر این است که آنها در اوایل ۵۰۰ سال قبل از میلاد آباد بوده‌اند. شهرهای باستانی اوپانو پیش از هر جامعه پیچیده آمازونی شناخته شده دیگری به مدت بیش از یک هزاره وجود داشته‌اند.

## تاریخچه کاوش
اولین شواهد از سکونتگاه‌های پیشامدرن در منطقه دره اوپانو در دهه ۱۹۷۰ یافت شد. استفان روستین، باستان‌شناس مرکز ملی تحقیقات علمی فرانسه، حفاری‌ها را در این منطقه در طول دهه ۱۹۹۰ آغاز کرد. اکتشاف سایت‌ها پس از اینکه دولت اکوادور بودجه بررسی لیدار از دره اوپانو را در سال ۲۰۱۵ تأمین کرد، تسریع شد و کشف شهرک‌های بسیار بیشتری نسبت به آنچه قبلاً کشف شده بود را تسهیل نمود. تیم روستین یافته‌های خود را از نظرسنجی لیدار در مجله ساینس در ژانویه ۲۰۲۴ منتشر کرد.

## توصیف سایت
سایت‌های شناخته شده در ۳۰۰ کیلومتر مربع (۱۲۰ مایل مربع) در دره رودخانه اوپانو گسترش یافته‌اند. تیم روستین از کشف پانزده سکونتگاه خبر داد که پنج مورد از آنها به عنوان «سکونتگاه‌های بزرگ» توصیف شدند؛ آنها به ویژه حفاری دو شهرک معروف به کیلاموپه و Sangay را در اولویت قرار دادند. منطقه اصلی کیلاموپه منطقه ای را پوشش می‌دهد که از نظر اندازه با فلات جیزه یا خیابان اصلی در تئوتیئواکان قابل مقایسه است. الگوی ساخت و ساز معمولی در سایت‌ها حول سکوهای مستطیلی که با حفاری و صاف کردن نوک تپه‌ها ساخته شده بودند، متمرکز بود. حدود ۶۰۰۰ عدد از این سکوها کشف شد که سازه‌هایی در گروه‌های سه تا شش نفری بر روی آن‌ها ساخته شدند. اعتقاد بر این است که این سازه‌ها عمدتاً مسکونی هستند، اگرچه برخی تصور می‌شود اهداف تشریفاتی داشته باشند. در سکوها آتشدان‌ها و گودال‌ها و همچنین کوزه‌ها، سنگ‌هایی برای آسیاب گیاهان و دانه‌های سوخته یافت شده‌است. اندازه آنها حدود ۲۰ متر (۶۶ فوت) در ۱۰ متر (۳۳ فوت) و ارتفاع آنها ۲–۳ متر (۶٫۶–۹٫۸ فوت) است. یکی از مجتمع‌های کیلاموپه دارای سکویی به ابعاد ۱۴۰ متر (۴۶۰ فوت) در ۴۰ متر (۱۳۰ فوت) است. سیستمی از جاده‌ها که تا ۲۵ کیلومتر (۱۶ مایل) امتداد داشتند، مناطق مسکونی دره را به هم متصل می‌کردند. خندق‌ها و موانع جاده‌ای در اطراف برخی از سکونتگاه‌ها مشاهده شده‌است که نشان می‌دهد ممکن است آنها نیاز به دفاع در برابر تهدیدات داشته باشند.
شهرهای باستانی دره اوپانو توسط زمین‌های کشاورزی احاطه شده‌اند، از جمله مزارع و تراس‌های دامنه تپه، که محصولاتی مانند ذرت، مانیوک و سیب‌زمینی شیرین را پرورش می‌دهند. این زمین‌های کشاورزی به شبکه ای از خندق‌ها و کانال‌های زهکشی محدود می‌شوند. راستین حدس می‌زند که آتشفشان سنگای در نزدیکی این منطقه خاک غنی برای کشت فراهم کرده‌است.
مکان‌های دره اوپانو برای اولین بار در حدود ۵۰۰ سال قبل از میلاد سکونت داشتند و گمان می‌رود بین سال‌های ۳۰۰ بعد از میلاد و ۶۰۰ پس از میلاد متروک شده‌اند. راستین این نظریه را مطرح می‌کند که متروک شدن مکان‌ها ممکن است به فوران‌های آتشفشان سنگای مرتبط باشد. جمعیت منطقه مورد بحث است. آنتوان دوریسون، یکی از نویسندگان مقاله علمی، تخمین می‌زند که جمعیت این منطقه باستانی در حدود ۱۵۰۰۰ تا ۳۰۰۰۰ نفر به اوج خود رسیده‌است، در حالی که دیگران فرض می‌کنند که این منطقه ممکن است خانه بیش از ۱۰۰۰۰۰ نفر بوده باشد.
باستان شناسان ساکنان این مکان‌ها را به عنوان اعضای فرهنگ کیلاموپه و اوپانو نام گذاری کرده‌اند. جامعه و شیوه‌های فرهنگی این گروه‌ها هنوز به خوبی درک نشده‌است. فرهنگ مادی که در این مکان‌ها یافت شده‌است شامل سفال‌های نقاشی شده و همچنین کوزه‌های حاوی بقایای چیچا، یک نوشیدنی الکلی مبتنی بر ذرت است که در آمریکای جنوبی پیش از دوره کلمبیا رایج بود.